# Leptanthura communis
Leptanthura communis là một loài chân đều trong họ Leptanthuridae. Loài này được Negoescu miêu tả khoa học năm 2007.